# Krapyak Kidul
Krapyak Kidul is een bestuurslaag in het regentschap Pekalongan van de provincie Midden-Java, Indonesië. Krapyak Kidul telt 6079 inwoners (volkstelling 2010).